# Helictotrichon canescens
Helictotrichon canescens är en gräsart som först beskrevs av Samuel Botsford Buckley, och fick sitt nu gällande namn av Clayton. Helictotrichon canescens ingår i släktet Helictotrichon och familjen gräs. Inga underarter finns listade i Catalogue of Life.